# Sumpskål
Sumpskål (Peziza limnaea) är en svampart som beskrevs av Maas Geest. 1967. Sumpskål ingår i släktet Peziza och familjen Pezizaceae.  Arten är reproducerande i Sverige. Inga underarter finns listade i Catalogue of Life.